# Xiphochaeta atratula
Xiphochaeta atratula är en tvåvingeart som beskrevs av Louis-Paul Mesnil 1968. Xiphochaeta atratula ingår i släktet Xiphochaeta och familjen parasitflugor.
Artens utbredningsområde är Madagaskar. Inga underarter finns listade i Catalogue of Life.